# Dáet
Dáet es la cabecera de la provincia de Camarines Norte en Filipinas. Conforme al censo del 2000, tiene 80 632 habitantes. El nombre del municipio proviene de la palabra bicolana dait que significa "cercano".

## Turismo
El municipio se conoce bien por surfistas de todas partes. Se encuentran aquí también las Calaguas, un grupo de islas.

## Idiomas
El filipino es el idioma principal del municipio. Se habla bicolano también.

## Barangayes
Dáet se divide administrativamente en 25 barangayes.
| - Alawihao - Awitan - Bagasbas - Bibirao - Borabod - Calasgasan - Camambugan - Cobangbang - Dogongan - Gahonon - Gubat - Lag-on - Mag-ang |  | - Mambalite - Mancruz - Pamorangon - San Isidro - Barangay I/Ilaod (Población) - Barangay II/Pasig (Población) - Barangay III/Iraya (Población) - Barangay IV/Mantagbac (Población) - Barangay V/Pandan (Población) - Barangay VI (Población) - Barangay VII (Población) - Barangay VIII |